# Real Madrid Baloncesto 2022-2023
Questa voce raccoglie le informazioni riguardanti il Real Madrid Baloncesto nelle competizioni ufficiali della stagione 2022-2023.

## Stagione
La stagione 2022-2023 del Real Madrid Baloncesto è la 67ª nel massimo campionato spagnolo di pallacanestro, la Liga ACB.

## Roster
Aggiornato al 23 luglio 2022.
| Real Madrid 2022-23 | Real Madrid 2022-23 |
| Giocatori           | Staff tecnico       |
| ------------------- | ------------------- |

| N. | Naz.                                         | Ruolo | Nome                | Anno | Alt.   | Peso   |  |
| -- | -------------------------------------------- | ----- | ------------------- | ---- | ------ | ------ |  |
| 0  | Stati Uniti (bandiera)                       | P     | Nigel Williams-Goss | 1994 | 191 cm | 86 kg  |  |
| 1  | Francia (bandiera)                           | GA    | Fabien Causeur      | 1987 | 196 cm | 86 kg  |  |
| 3  | Stati Uniti (bandiera) · Slovenia (bandiera) | AG    | Anthony Randolph    | 1989 | 211 cm | 104 kg |  |
| 4  | Senegal (bandiera) · Spagna (bandiera)       | C     | Ismaila Diagne      | 2006 | 211 cm |        |  |
| 5  | Spagna (bandiera)                            | GA    | Rudy Fernández      | 1985 | 196 cm | 83 kg  |  |
| 6  | Spagna (bandiera)                            | AP    | Alberto Abalde      | 1995 | 202 cm | 95 kg  |  |
| 7  | Spagna (bandiera)                            | G     | Hugo González       | 2006 | 193 cm |        |  |
| 8  | Ungheria (bandiera)                          | GA    | Ádám Hanga          | 1989 | 200 cm | 94 kg  |  |
| 11 | Croazia (bandiera) · Spagna (bandiera)       | AP    | Mario Hezonja       | 1995 | 203 cm | 100 kg |  |
| 12 | Spagna (bandiera)                            | P     | Carlos Alocén       | 2000 | 194 cm | 84 kg  |  |
| 13 | Spagna (bandiera)                            | P     | Sergio Rodríguez    | 1986 | 191 cm | 84 kg  |  |
| 14 | Argentina (bandiera)                         | A     | Gabriel Deck        | 1995 | 198 cm | 105 kg |  |
| 17 | Francia (bandiera)                           | C     | Vincent Poirier     | 1993 | 213 cm | 120 kg |  |
| 19 | Russia (bandiera)                            | PG    | Egor Demin          | 2006 | 202 cm |        |  |
| 21 | Francia (bandiera)                           | AG    | Petr Cornelie       | 1995 | 211 cm | 100 kg |  |
| 22 | Capo Verde (bandiera) · Spagna (bandiera)    | C     | Walter Tavares      | 1992 | 221 cm | 125 kg |  |
| 23 | Spagna (bandiera)                            | PG    | Sergio Llull (C)    | 1987 | 190 cm | 94 kg  |  |
| 28 | Francia (bandiera)                           | AG    | Guerschon Yabusele  | 1995 | 202 cm | 123 kg |  |
| 30 | Senegal (bandiera) · Spagna (bandiera)       | AC    | Eli Ndiaye          | 2004 | 204 cm |        |  |
| 31 | Bosnia ed Erzegovina (bandiera)              | AP    | Džanan Musa         | 1999 | 206 cm | 98 kg  |  |

| Allenatore                                                                                 |
| - Chus Mateo                                                                               |
| Assistente/i                                                                               |
| - Isidoro Calín - Paco Redondo Legenda - (C) Capitano - (IN) Inattivo - Infortunato Roster |

## Mercato

### Sessione estiva
| Acquisti | Acquisti         | Acquisti       | Acquisti      | Acquisti |
| R.a      | Nome             | da             | Modalità      |          |
| -------- | ---------------- | -------------- | ------------- | -------- |
| P        | Sergio Rodríguez | Olimpia Milano | svincolato    |          |
| P        | Matteo Spagnolo  | Vanoli Cremona | fine prestito |          |
| AP       | Mario Hezonja    | UNICS Kazan'   | svincolato    |          |
| AP       | Džanan Musa      | Breogán        | svincolato    |          |
| AG       | Petr Cornelie    | G. Rapids Gold | svincolato    |          |

| Cessioni | Cessioni        | Cessioni             | Cessioni       | Cessioni |
| R.       | Nome            | a                    | Modalità       |          |
| -------- | --------------- | -------------------- | -------------- | -------- |
| P        | Thomas Heurtel  | Zenit S. Pietroburgo | fine contratto |          |
| P        | Urban Klavžar   | Murcia               | fine contratto |          |
| P        | Juan Núñez      | Ulma                 | rescissione    |          |
| P        | Matteo Spagnolo | Aquila Trento        | prestito       |          |
| AP       | Jeff Taylor     | Free agent           | fine contratto |          |
| AC       | Trey Thompkins  | Zenit S. Pietroburgo | rescissione    |          |